# Ракоці-тер (станція метро)
47°29′34″ пн. ш. 19°04′20″ сх. д. / 47.49278° пн. ш. 19.07222° сх. д.
Ракоці-тер, площа Ракоці (угор. Rakoczi ter) — станція Лінії M4 Будапештського метрополітену. Відкрита 28 травня 2014 .
Знаходиться під однойменною площею. І площа і станція названі на честь Ференца II Ракоці. Площа примикає до великого півкільцю бульварів (угор. Nagykörút) від мосту Петефі до мосту Маргіт.
Конструкція станції — пілонна трипрогінна, глибина закладення — 23 м.

## Пересадки
- Автобус 923,
- Трамваї 4,6